# Сідні Леслі Гудвін
Сідні Леслі Гудвін (англ. Sidney Leslie Goodwin; 9 вересня 1910 — 15 квітня 1912) — англійський хлопчик, який загинув у 19-місячному віці під час загибелі «Титаніка». Його непізнане тіло було знайдено серед затонулих і протягом багатьох десятиліть він вважався невідомою дитиною та був ідентифікований лише в 2007 році. Сідні Гудвін став наймолодшою впізнаною жертвою і, хоча були упізнані ще двоє хлопчиків, саме він став символом всіх дітей, що загинули на «Титаніку».
Сідні Гудвін був єдиним членом своєї сім'ї, тіло якого було знайдено і впізнано. Його батьки, брати і сестри потонули.

## Біографія

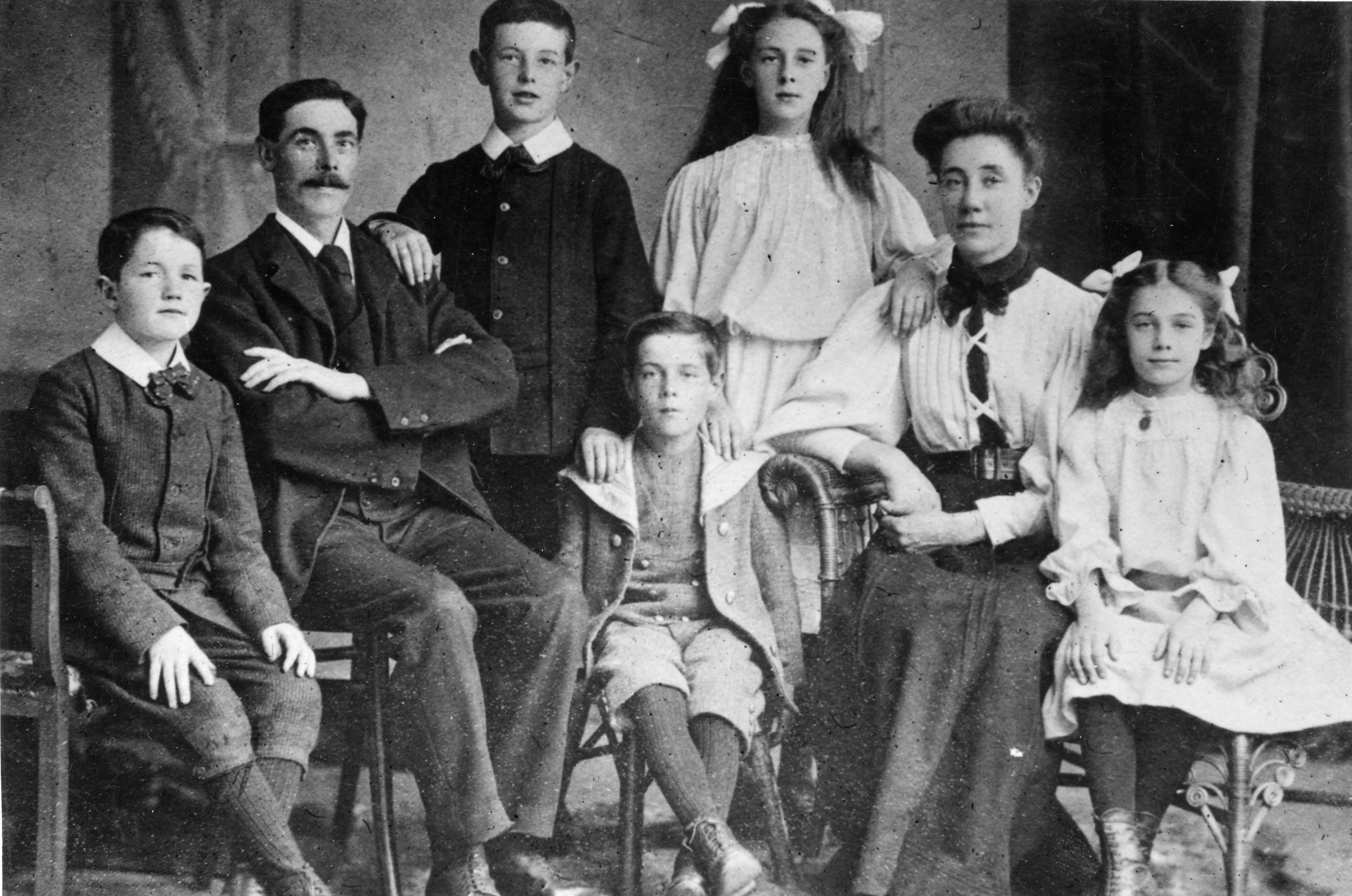
Сім'я Гудвін. Зліва направо: Вілльям, Фредерік, Чарльз, Лілліана, Августа, Джессі. Хлопчик, який сидить в центрі — Гарольд. Сідні відсутній

Сідні Леслі Гудвін народився 9 вересня 1910 року в Південно-Західній Англії. Він був наймолодшою дитиною Фредеріка Джозефа Гудвіна (нар. 1 лютого 1870) і Августи (до шлюбу Тайлер, нар. 14 липня 1868). У Сідні було три старших брата — Чарльз Едвард (нар. 22 травня 1897), Вілльям Фредерік (нар. 12 серпня 1898) і Гарольд Віктор (нар. 29 липня 1901), і дві старші сестри — Лілліана Емі (12 березня 1896) і Джессі Ейлі (16 березня 1900).

## «Титанік»
Фредерік Гудвін за професією був електриком. Його брат Томас переїхав з Англії в США, де оселився в місті Ніагара-Фоллс. У листі братові він написав, що там збираються відкрити електростанцію (імовірно, мова йшла про ГЕС «Шулкопф», яка була відкрита в 1912 році). Фредерік вирішив разом з дружиною і шістьма дітьми переїхати в Америку. На момент переїзду Лілліані було 16, Чарльзу — 14, Вілльяму — 11, Джессі — 10, Гарольду — 9 і Сідні — 19 місяців. Самому Фредеріку було 42, Августі — 43. Продавши свій будинок у Фулемі, сім'я ненадовго переїхала в Мелкшам. Спочатку Гудвін замовив квитки 3-го класу на маленький пароплав, але через те, що в тому році в Саутгемптоні вибухнула страйк вугільників, поїздка відмінилася, і Гудвіни пересіли на «Титанік».
Фредерік і три його старші сини жили в носовій частині, Августа з Сідні і дочками — в кормовій. За чотири дні поїздки Гарольд Гудвін подружився з іншим хлопчиком Френком Голдсмітом, який врятувався.
Під час аварії Титаніка вся родина Гудвінів загинула.
Тіло білявого малюка було четвертим, яке судно «Маккей-Беннет», надіслане спеціально для цих цілей, підняло з води 17 квітня 1912 року.
Моряки «Маккей-Беннетта» настільки були засмучені цією «знахідкою», що самі оплатили дитині надгробок на кладовищі Фейрвью в Галіфаксі, де він був похований 4 травня 1912 року. Разом з ним в труну моряки судна поклали кулон з гравіюванням «Наш Малюк». Аж до 2002 року він значився як «Невідома Дитина». Спершу вважався дворічним шведом Естою Леонардом Польссоном, проте аналіз ДНК, з трьох зубів дитини, відхилив цю версію і помилково пов'язав його з ірландським хлопчиком Юджином Райсом.
Американська служба PBS в рубриці «Секрети мертвих», ґрунтуючись на стоматологічних даних, ідентифікувала дитину по зубах, як 13-місячного фіна Ейно Вільямі Панулу. Однак канадські дослідники з університету «Лейкхід» в Тандер-Бей встановили, що його ДНК не збігається з ДНК сім'ї Панула.
Нарешті 30 липня 2008 року було оголошено про переідентифікацію, згідно з якою ДНК решток дитини, ймовірно, збіглося з ДНК родича Сідні по материнській лінії.